# Падерньоне
Падерньоне (італ. Padergnone) — колишній муніципалітет в Італії, у регіоні Трентіно-Альто-Адідже,  провінція Тренто. З 1 січня 2016 року Падерньоне є частиною новоствореного муніципалітету Валлелагі.
Падерньоне розташоване на відстані близько 480 км на північ від Рима, 11 км на захід від Тренто.
Населення — 801 особа (2014).
Щорічний фестиваль відбувається останньої неділі жовтня. Покровитель — Madonna della Pace.

## Демографія
Населення за роками:

Станом на 31 грудня 2014 року в муніципалітеті офіційно проживали 73 іноземці з 17 країн, серед них 35 громадян країн Євросоюзу.

## Сусідні муніципалітети
- Мадруццо
- Тренто
- Веццано